# .fi
.fiはフィンランドの国別コードトップレベルドメイン（ccTLD）。Traficomが管理している。
1990年代初頭では、匿名で電子メールすることができ、海外のインターネットユーザーに最も有名だった。